# Farbholzschnitt
Als Farbholzschnitt oder polychromen Holzschnitt bezeichnet man die Holzschnitte, bei denen auf dem fertigen Abzug mehrere Farben zu sehen sind.

## Die Anfänge des Farbholzschnitts
Der Farbholzschnitt ist eine farbige Bildreproduktionstechnik, die schon zur Zeit der Frühdrucker bekannt war und bei der verschiedene Holzschnittplatten für verschiedene Farben verwendet wurden. Beim japanischen Farbholzschnitt werden die unterschiedlichen Farben von Hand auf die Druckplatte aufgetragen.
Schon zur Zeit Gutenbergs unternahm man erste Versuche, das mühsame nachträgliche Ausmalen von Holzschnitten zu umgehen und direkt farbig zu drucken. Vorreiter waren dabei Lucas Cranach d. Ä. und Hans Burgkmair. Deren Holzschneider Jost de Negker beanspruchte 1512 in einem Brief an Kaiser Maximilian die Technik des Clair-obscur-Schnitts erfunden zu haben, welche auch auf der Methode des Mehrfachdrucks basiert.
Auch Erhard Ratdolt, der den Farbholzschnitt im Auflagendruck herstellte, tat sich unter den Druckern hervor. 1491 druckte er im Kanonblatt seines Augsburger Missales die verschiedenen Farben der Kreuzigungsszene mittels Tonplatten. Das Verfahren, bei dem für jeden einzelnen Farbton eine eigene Holzplatte geschnitten und abgedruckt werden musste, war sehr kosten- und zeitaufwendig und blieb daher eine Rarität in dieser Zeit. Ein frühes Beispiel für einen recht aufwendigen polychromen Holzschnitt ist durch einen Abdruck der Schönen Maria zu Regensburg von Albrecht Altdorfer überliefert, der mittels sieben verschiedenen Platten gedruckt wurde.
Der Farbholzschnitt ist im Wesentlichen eine Originaltechnik, bei der der Künstler die Farbplatten selbst aus Langholz schneidet und sie auch selbst zum Abdruck bringt. Er erlebte in der Kunst um 1900 und dann vor allem bei den Expressionisten eine neue Blüte.

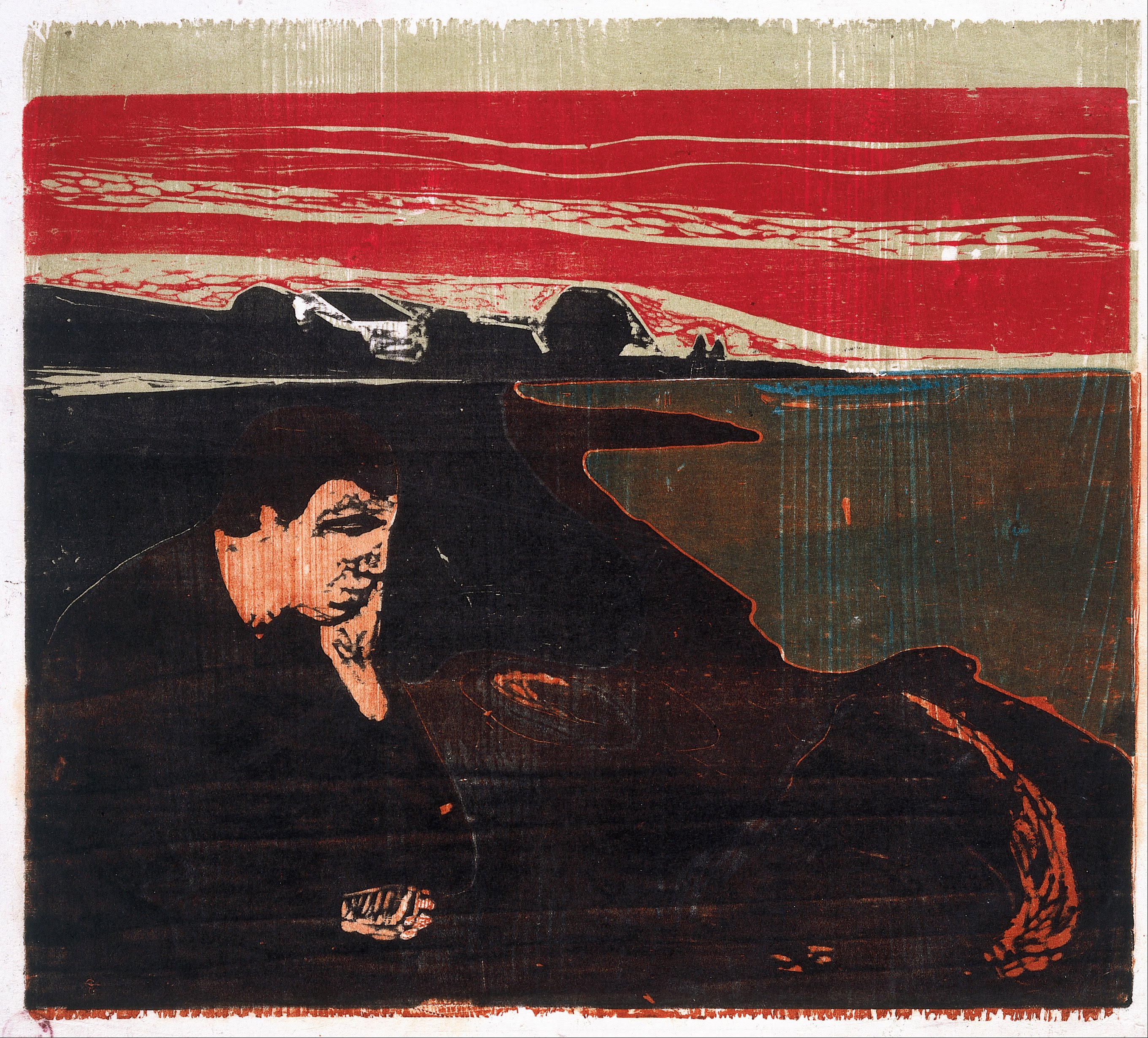
Edvard Munch, Abend. Melancholie I, 1896.

## Die verschiedenen Techniken
Es gibt mehrere Möglichkeiten, einen Farbholzschnitt zu erzielen:
- Druck von mehreren Platten. Die Farben können auf diese Weise nebeneinander oder auch sich mischend, deckend und überlagernd gedruckt werden. Die technische Herausforderung dieses Vorgehens liegt darin begründet, dass durch das Trocknen und damit Schrumpfen des befeuchteten Papiers der Druckprozess nicht präzise zu steuern ist. Für das genaue Ansetzen der Druckplatten wurden im Japanischen Farbholzschnitt das Kento-System entwickelt, dass heute auch von westlichen Druckgrafikern angewendet wird.
- Druck von einer Platte durch besonderes Einfärben jeden einzelnen Teils
- Druck von einer Platte, indem der Stock in mehrere Teile zersägt wird und diese unterschiedlich eingefärbt und zum Druck wieder zusammengesetzt werden. Diese auch als Puzzledruck bezeichnete Technik wurde beispielsweise von Edvard Munch, Erich Heckel, Ernst Ludwig Kirchner und Peter Römpert eingesetzt.
- Verwendung der sogenannten Eliminationstechnik, bei der mit einer beschnittenen Platte eine Farbe gedruckt wird, die Platte weiter bearbeitet wird und erneut ein Druck erfolgt (auch Verlorene Form genannt).
- Druck von einer Zeichenplatte und einer zersägten Farbplatte

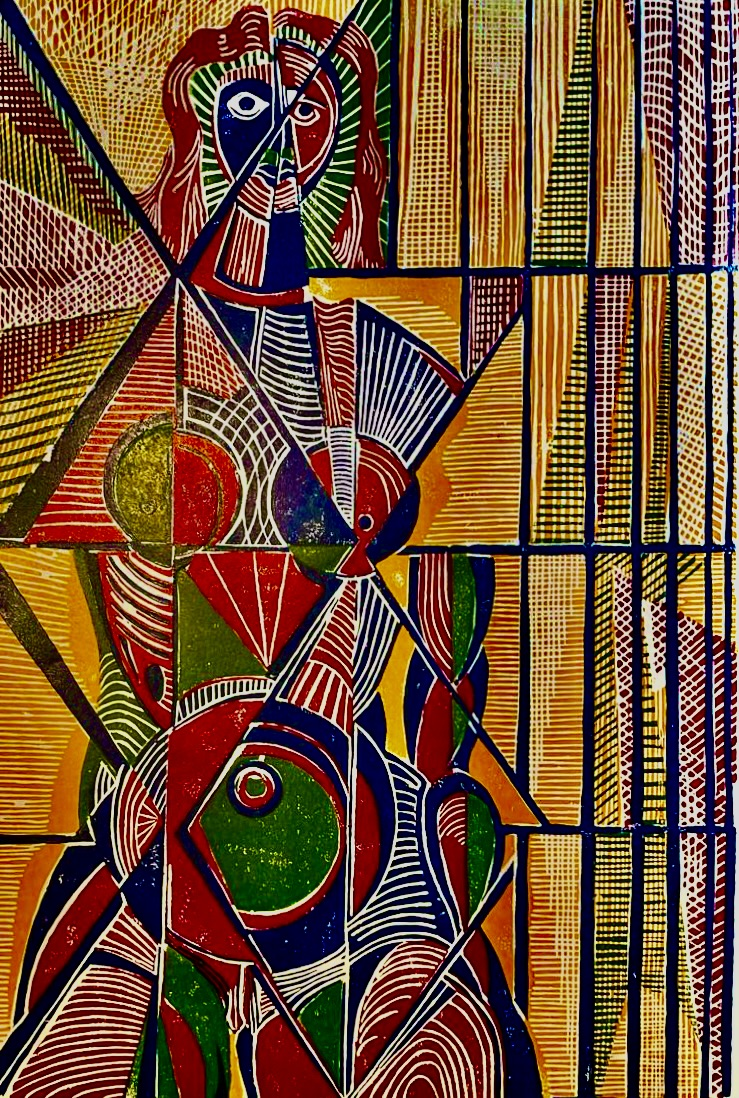
Messalina – Mehrfarbendruck von Peter Römpert, 2004

Für die Buchillustration wurde der Holzschnitt meist vom Galvano, also von der Abformung eines Original-Klischees, gedruckt. Möglich war aber auch, nach der fotografischen Übertragung, die Zeichnung als Hochätzung, in Form einer Strich- oder Volltonätzung zu reproduzieren oder auch der Druck auf lithografischem Weg.

## Sonderformen
Ein einfarbiger Holzschnitt, der nicht schwarz, sondern braun oder rot gedruckt ist, heißt nicht Farbholzschnitt, sondern Braundruck, Rotdruck etc.
Eine Sonderform ist der Golddruck. Hierbei wird mit einer Platte eine Klebeschicht auf den Druck übertragen, auf die dann sehr dünnes Blattgold oder Silber gestrichen wird.
Manchmal werden für die Tonplatten auch andere Materialien verwendet, wie z. B. Zelluloid, Pressspan, Linol, Karton (Bristolkarton), Kreidekarton (Mäserplatten) oder Blei, die dann zu der Zeichnungsplatte aus Holz hinzukommen.